# Gorbea
Gorbea – miasto w Chile, w regionie Araukania, w prowincji Malleco.